# Eleutherobia zanahoria
Eleutherobia zanahoria is een zachte koraalsoort uit de familie Alcyoniidae. De koraalsoort komt uit het geslacht Eleutherobia. Eleutherobia zanahoria werd in 2000 voor het eerst wetenschappelijk beschreven door Williams. 